# Wimbledon Championships 1962
Die 76. Auflage der Wimbledon Championships fand 1962 auf dem Gelände des All England Lawn Tennis and Croquet Club an der Church Road statt.
Zum zweiten Mal nach 1957 besuchte Königin Elizabeth II. das Turnier und führte die Siegerehrungen durch.

## Herreneinzel
Rod Laver verteidigte seinen Titel. Im Finale schlug er seinen Landsmann Martin Mulligan in drei Sätzen.

## Dameneinzel
Karen Hantze-Susman besiegte im Damenfinale Věra Suková und errang ihren einzigen Einzeltitel bei einem Grand-Slam-Turnier.

## Herrendoppel
Im Herrendoppel waren Bob Hewitt und Fred Stolle erfolgreich.

## Damendoppel
Billie Jean King und Karen Hantze-Susman konnten den Doppelwettbewerb der Damen für sich entscheiden.
Karen Hantze

## Mixed
Im Mixed siegten Margaret Osborne-duPont und Neale Fraser.

## Quelle
- J. Barrett: Wimbledon: The Official History of the Championships. Harper Collins Publishers, London 2001, ISBN 0-00-711707-8.